# Marón de Líbano
Marón o también conocido como San Marón (m. 410, Siria), fue un sacerdote, monje anacoreta sirio, abad en San Ciro y fundador de la comunidad católica oriental que lleva su nombre, la Iglesia católica maronita. Fue un cenobita de la Iglesia de Antioquía del siglo IV, que estableció una ermita en el Amanus occidental.
Es un santo venerado tanto en el mundo cristiano de Oriente como en el de Occidente. La festividad de San Marón se celebra el 9 de febrero para la Iglesia católica, y el 14 de febrero para la Iglesia ortodoxa.
Marón fue uno de los primeros evangelizadores de la región de Fenicia, que por el siglo IV conservaba sus ritos y religión pagana; la influencia de este asceta dio como resultado que sus discípulos fundaran algunos años después enclaves de evangelización en Monte Líbano. Siguió su creencia con gran fe, por lo que su fama de santidad pronto se extendió por gran parte de la región de Siria.
Era un muy estimado y profundo amigo espiritual de San Juan Crisóstomo, quien le escribía desde la ciudad romana de Cucusus (Armenia).

## Los maronitas
Tuvo en su vida numerosos seguidores que quisieron abrazar la vida de austeridad, soledad y oración, que él proponía. Sus características fueron: justicia, templanza, castidad y trabajo duro. Marón nunca tuvo la idea de formar una iglesia; sino más bien, quiso iniciar dentro de la Iglesia de Antioquía un camino especial de santidad. Su vida relatada con pocas líneas por el historiador eclesiástico Teodoreto de Ciro, se resume en: fidelidad a Cristo, siguiendo los consejos evangélicos; fidelidad a la iglesia de Cristo, defendiendo a los Santos Cánones de los primeros concilios eclesiásticos; y fidelidad a las santas tradiciones de la Iglesia Oriental, llevando una vida de ermitaño en la cumbre de una montaña cercana al pueblo de Kfar Nabo, donde estaba erigido un templo al dios pagano Nabo, que él transformó en un templo cristiano.
Los maronitas son los cristianos que deben su nombre a Marón, el eremita sirio. Se lo conoce como santo patrón de todos los católicos maronitas y la ciudad de Volperino, Italia. Si bien en los dos siglos después de la muerte de Marón en el 410 se encomendaron a los cuatro primeros cánones eclesiásticos, parte de la comunidad que creció de sus enseñanzas abrazaría el monotelismo, rechazando así la doctrina del segundo concilio de Constantinopla, y durante las cruzadas entran en comunión con el Papa de Roma en siglo XII.